# Korompai Vali
Korompai Vali vagy Korompay Vali (Budapest, 1932. december 12. – 2012. december 31.)  magyar színésznő, a Magyar Vakok és Gyengénlátók Országos Szövetsége Hangoskönyvtárának állandó felolvasója.

## Élete
A Színművészeti Akadémiát 1955-ben végezte el. Bár ekkor az volt a szokás, hogy a frissen végzett színészek vidékre szerződnek, ő diplomája átvétele után a Madách Színház tagja lett. 1959-től a győri Kisfaludy Színház, 1960-tól a kecskeméti Katona József Színház társulatának tagja volt.
1963-tól a Jókai Színház, a későbbi Thália Színház, 1967-től a Békés Megyei Jókai Színház, 1985-től a nyíregyházi Móricz Zsigmond Színház színésze volt. Onnan vonult nyugdíjba.
Klasszikus és modern drámai hősnőket és karakterszerepeket játszott. Mindemellett a Magyar Vakok és Gyengénlátók Országos Szövetsége Hangoskönyvtárának állandó felolvasója volt, nevéhez 311 könyv felolvasása kötődik.
Életvitelében teljesen visszahúzódó volt.
„A Fiatal Művészek Kísérleti Stúdiója még 1977-ben készítette azt az egyórás filmet, amelynek nem éppen szerencsésen „Akik kimaradtak a szereposztásból” címet adták. A filmben megszólal: […] Korompay Vali, […] aki a Bakaruhában Piri szerepében igen nagy sikert aratott, a mellőzöttek között található.”
Állami kitüntetést nem kapott. Halálának dátumával kapcsolatban a különböző források eltérően nyilatkoznak. A Magyar Vakok és Gyengénlátók Országos Szövetsége Hangoskönyvtárának szóbeli közlése alapján a halálozási dátum: 2012. december 31. A Lőrinci temetőben nyugszik.

## Színpadi szerepei
A Színházi adattárban regisztrált bemutatóinak száma, 1955-: színész – 26;  Ugyanitt öt színházi fotón is látható.
- Barta Lajos: Szerelem (Ódry Színpad, 1955.03.)... Böske[5]
- Barta Lajos:Szerelem (Madách Színház, 1955.11.20.)... Böske
- Victor Hugo: Királyasszony lovagja (Madách Színház, 1956.04.28)... Casilda
- Carlo Goldoni: A hazug (Madách Színház, 1957.03.13.)... Beatrice, Balanzoni doktor lánya
- Goodrich, Frances; Hackett, Albert: Anna Frank naplója (Madách Színház, 1957.10.19)... Margot, Frankék lánya
- Federico García Lorca: Bernarda háza (Kisfaludy Színház, 1959.12.17.)... Martirio
- Tabi László: Különleges világnap (Katona József Színház, 1960.01.20.)... Kati, Zsendáék lánya
- Makszim Gorkij: Az utolsó nemzedék (Katona József Színház, 1960.11.07)... Ljuba
- Karel Čapek: Fehér Kór (Katona József Színház, 1961.02.24)... Marsall lánya
- Nyikolaj Alfredovics Adujev: Dohányon vett kapitány (Katona József Színház, 1961.03.24)... Diána grófnő
- Darvas József: Hajnali tűz (Katona József Színház, 1961.04.14.)... Marika
- Pierre-Augustin Caron de Beaumarchais: A sevillai borbély  (Katona József Színház, 1961.06.10)... Rosina, Bartolo gyámleánya
- Katona József: Bánk bán (Katona József Színház, 1961. 10.27.)... Melinda, Bánk felesége
- Erwin Piscator: Amerikai tragédia (Jókai Színház, 1963.02.09)... Roberta Alden
- Pedro Calderón de la Barca: Huncut kísértet (Gyulai Várszínház – 1967.07.13.)... Donna Beatrice
- Henrik Ibsen: Hedda Gabler (Békés Megyei Jókai Színház, 1969.02.28)... Elvstedné
- Osvald Zahradník: Szonatina egy páváért (Játékszín, 1978.11.25)... Milica
- Fejes Endre: Az angyalarcú (Radnóti Miklós Színpad, 1982.01.09)... Hölgy a fodrásznál
- Németh lászló: A két Bolyai (Móricz Zsigmond Színház, 1983.09.24)... Dr. Kemény Simonné
- Gádor Béla: Lyuk az életrajzon (Móricz Zsigmond Színház, 1983.04.14)... Vanekné
- Fjodor Mihajlovics Dosztojevszkij: Ördögök (Móricz Zsigmond Színház, 1984.12.09)... Varvara Petrovna
- Roberto Athayde: Madame Marguerite (Móricz Zsigmond Színház, 1985.01.16)... Madame Marguerite
- Franz Grillparzer: Bancbanus (Móricz Zsigmond Színház, 1985.10.12)... Gertrúd komornája
- David Storey: Otthon (Móricz Zsigmond Színház, 1986.01.04)... Kathleen
- Edward Bond: A bolond/A kenyér és szerelem jelenetei (Móricz Zsigmond Színház, 1986.10.04)... Mrs. Emmerson
- Remenyik Zsigmond: Az atyai ház (Móricz Zsigmond Színház, 1986.11.22)... Karolin néni

## Filmjei

### Portréfilm
- „Akik kimaradtak a szereposztásból” (színészportré többek között Korompai Valiról is) (1977)

### Játékfilmek
- Bakaruhában (1957) – Piri
- Nyár a hegyen (1967)
- Csaló az üveghegyen (1976)
- A csillagszemű (1977) – Jankó anyja
- Kabala (1982)
- Három szabólegények (1982)
- Az agglegény (1990)

### TV filmek
- Sakknovella (1959) – Gépírónő
- Trójai nők (1973) – Pallasz Athéné
- Ebéd (1978)
- Fehér rozsda (1982) – Szülő
- Legyél te is Bonca! (1984) – Bence mama

### Egyéb filmek
- A szemed világa (munkavédelmi kisfilm)

## Magyar Rádió
Kemény Egon – Gál György Sándor – Erdődy János: „Komáromi farsang” (1957) Daljáték 2 részben Csokonai Vitéz Mihály – Ilosfalvy Róbert, Zenthe Ferenc, Lilla – Házy Erzsébet, Korompai Vali, Deák Sándor, Gönczöl János, Berky Lili, Bilicsi Tivadar, Szabó Ernő, Hlatky László, Fekete Pál, Lehoczky Éva, Völcsey Rózsi, Gózón Gyula, Rózsahegyi Kálmán  A Magyar Rádió Szimfonikus Zenekarát Lehel György vezényelte Zenei rendező: Ruitner Sándor  Rendező: László Endre

## CD-k és hangoskönyvek
- Kemény Egon–Gál György Sándor– Erdődy János: Komáromi farsang daljáték, CD dupla-album. Breaston & Lynch Média, 2019.
- George Adamson: Oroszlánok között
- George Adamson: Életem
- Joy Adamson: Oroszlánhűség
- Joy Adamson: Elza és kölykei
- Joy Adamson: A fürkésző szellem
- Joy Adamson: A pettyes szfinx
- Joy Adamson: A pettyes szfinx nyomában
- B. S. Aldrich: Száll a fehér madár
- B. S. Aldrich: A múlt dala
- B. S. Aldrich: Ella kisasszony
- B. S. Aldrich: Családi kör
- Jorge Amado: Holt tenger / Az éjszaka pásztorai
- Janikovszky Éva: Szeleburdi család
- Balogh János: Túrkevétől Óceániáig
- Herbert Ernest Bates: Bíbor sivatag / A jacaranda-fa
- Hervé Bazin: Asszonyok hatalma
- Hugo A. Bernatzik: Gari Gari
- Jens Bjerre: Az utolsó kannibálok
- Jens Bjerre: Kalahári
- William Peter Blatty: Az ördögűző
- Bókay János: Bohémek és pillangók
- Alain Bombard: Önkéntes hajótörött
- Henri Boulad SJ: A szív okossága
- Henri Boulad SJ: Minden kegyelem
- Moustafa Gadalla: Az ókori Egyiptom titkos története
- Paul Brunton: Egyiptom titkai
- Paul Brunton: A felsőbbrendű Én
- Paul Brunton: India titkai
- Raymond Chandler: A kicsi nővér
- Raymond Chandler: A magas ablak
- Raymond Chandler: Elkéstél, Terry!
- Agatha Christie: Rejtély az Antillákon
- Agatha Christie: A Sittaford-rejtély
- Martina Cole: A szöktetés
- Robin Cook: Haláltusa
- Jacques-Yves Cousteau - Frederic Dumas: A csend világa
- A. J. Cronin: Az élet elébe
- A. J. Cronin: A kalapkirály
- Roald Dahl: Szuperpempő
- Erich von Däniken: A jövő emlékei
- Mary Higgins Clark: Még találkozunk
- Jeffrey Deaver: A sátán könnycseppje
- Ardito Desio: A világ második legmagasabb hegycsúcsa, a K2 meghódítása
- Donászy Ferenc: Buda hőse
- Fjodor Mihajlovics Dosztojevszkij: A játékos
- Alexandre Dumas: Korzikai testvérek / Herminie
- Gerald Durrell: A bárka születésnapja
- Gerald Durrell: A susogó táj
- Gerald Durrell: Családom és egyéb állatfajták
- Gerald Durrell: Aranydenevérek, rózsaszín galambok
- Gerald Durrell: A bafuti kopók
- Vavyan Fable: Jégtánc
- Vavyan Fable: Álomhajsza
- Vavyan Fable: Tündértánc
- P. H. Fawcett: A Mato Grosso titka
- Claudie Fayein: Egy francia orvosnő Jemenben
- Fejes Endre: Rozsdatemető
- Edward Morgan Forster: Szellem a házban
- Dick Francis: Derült égből...
- Gabriel Garcia Marquez: A szerelemről és más démonokról
- Gergely Márta: Szöszi
- Germanus Gyula: A félhold fakó fényében
- Germanus Gyula: Kelet fényei felé
- Noah Gordon: A doktornő
- Graham Greene: Titkos megbízatás
- Graham Greene: Az isztambuli vonat
- Graham Greene: Havannai emberünk
- Grendel Lajos: És eljön az Ő országa
- Brigitte Hamann: Erzsébet királyné
- Hamvas Béla: Anthologia humana
- Hamvas Béla: Silentium Titkos / jegyzőkönyv / Unicornis
- Hamvas Béla: A láthatatlan történet
- Hangay Zoltán: 19 történelmi arckép a 19. század magyar történelmébõl
- Hans Hass: Érintetlen mélységekben
- Hans Hass: Vadászok a tenger mélyén
- Nathaniel Hawthorne: A héttornyú ház
- Nathaniel Hawthorne: Derűvölgy románca
- Ernest Hemingway: Tavaszi zuhatag
- Ernest Hemingway: Novellák
- Henoch apokalypsise
- Herczegh Éva: Időjós élővilág
- James Herriot: Állatorvosi pályám kezdetén...
- James Herriot: Egy állatorvos történetei
- James Herriot: Kutyák a rendelőmben
- James Herriot: Minden élő az ég alatt
- James Herriot: Ő is Isten állatkája
- James Herriot: A repülő állatorvos
- Artur Heye: Három világrész csavargója
- Artur Heye: A nyugat peremén
- Artur Heye: Aku-Aku
- Artur Heye: Tigris
- Thor Heyerdahl: A RA expedíciók
- Thor Heyerdahl: Tutajjal a Csendes-óceánon
- Jack Higgins: Az ördög fizetsége
- John Hillaby: Gyalogszerrel Nagy-Britanniában
- Edmund Hillary: Kockázat nélkül nincs győzelem
- A felhők felett
- Homoki-Nagy István: Hegyen völgyön
- Sir John Hunt: A Mount Everest meghódítása
- Huszka Jenőné Arányi Mária: Szellő szárnyán
- Jókai Mór: Az utolsó budai basa / A debreceni kastély
- Jókai Mór: Görögtűz
- Kálmán Zsófia: Kanadában zöldebb a fű…
- Csavargó voltam
- Kármán József: Fanni hagyományai
- Erich Kästner: A repülő osztály
- Richard Katz: Kutyaposta
- Ernesto Sabato: Az alagút
- Kerezsi Ágnes: Hideg ország varázslói
- Kertész Erzsébet: Csipkebolt Brüsszelben
- Ken Kesey: Hajósének
- Stephen King: A ragyogás
- Stephen King: Cujo
- Stephen King: A holtsáv
- Stephen King: Borzalmak városa
- Stephen King: A sárkány szeme
- Stephen King: Rémkoppantók
- Stephen King: Állattemető
- Stephen King: Végítélet 1.
- Stephen King: Tóparti kísértetek
- Kodolányi János: Vízözön
- Ludwig Kohl-Larsen – Szimbo Janira: Szimbót hallgatom
- Gloria
- Kosztolányi Dezső: Pacsirta
- Krúdy Gyula: A podolini kísértet
- Leslie L. Lawrence: Holdanyó fényes arca